# Funing (Qinhuangdao)
Funing (chinesisch 抚宁区, Pinyin Fŭníng Qū) ist ein chinesischer Stadtbezirk des Verwaltungsgebiets der bezirksfreien Stadt Qinhuangdao (秦皇岛市) in der Provinz Hebei. Er hat eine Fläche von 1.040 km² und zählt 373.439 Einwohner (Stand: Zensus 2010). Sein Hauptort ist die Großgemeinde Funing (抚宁镇).

## Administrative Gliederung
Auf Gemeindeebene setzt sich der Kreis aus acht Großgemeinden und drei Gemeinden zusammen. Diese sind:
- Großgemeinde Funing 抚宁镇
- Großgemeinde Taiying 台营镇
- Großgemeinde Dayinzhai 大新寨镇
- Großgemeinde Liushouying 留守营镇
- Großgemeinde Niutouya 牛头崖镇
- Großgemeinde Yuguan 榆关镇
- Großgemeinde Shimenzhai 石门寨镇
- Großgemeinde Zhucoying 驻操营镇

- Gemeinde Muzhuang 杜庄乡
- Gemeinde Shenhe 深河乡
- Gemeinde Chapeng 茶棚乡